# Amarsi male
Amarsi male è un film italiano del 1969  diretto da Fernando Di Leo.
Il film è conosciuto anche con il titolo della riedizione Brucia, amore brucia.

## Trama
Roma. Negli anni della contestazione sessantottina, Carlo, studente d'architettura politicamente impegnato è prossimo a laurearsi e a sposarsi con Elena Soriani figlia di un ricco industriale. A una festa conosce e rimane affascinato da Anna, un'affascinante donna, più anziana di lui, addetta alle pubbliche relazioni proprio nell'azienda di Soriani.
Pochi giorni dopo quest'incontro Anna lo salva dalla polizia durante una manifestazione e lo invita a casa sua. Tra i due inizia una intensa relazione e Anna ne è talmente presa che giunge ad abbandonare il lavoro e a consumare tutti i suoi beni. Pur di non rivelare a Carlo i problemi economici decide di prostituirsi.
La donna viene raggiunta dal fratello di Carlo che le chiede di troncare la relazione. Anna, a malincuore, si convince e per allontanare Carlo si fa trovare in compagnia di Soriani. Il ragazzo abbandona allora la donna e decide di sposare Elena e a entrare a lavorare nell'azienda del suocero. Tempo dopo il giovane viene a conoscere la verità su ciò che è successo: cerca Anna e la prega di ritornare con lui, ma la donna rifiuta.